# Aiko Uemura
Aiko Uemura (上村 愛子, Uemura Aiko; Itami, 9 december 1979) is een voormalig freestyleskiester uit Japan. Ze vertegenwoordigde haar vaderland op de Olympische Winterspelen 1998 in Nagano, de Olympische Winterspelen 2002 in Salt Lake City, de Olympische Winterspelen 2006 in Turijn, de Olympische Winterspelen 2010 in Vancouver en de Olympische Winterspelen 2014 in Sotsji.
In 2009 trouwde ze met alpineskier Kentaro Minagawa.

## Resultaten

### Olympische Winterspelen
| Jaar | Plaats         | Resultaten |
| ---- | -------------- | ---------- |
| 1998 | Nagano         | 7e Moguls  |
| 2002 | Salt Lake City | 6e Moguls  |
| 2006 | Turijn         | 5e Moguls  |
| 2010 | Vancouver      | 4e Moguls  |
| 2014 | Sotsji         | 4e Moguls  |

### Wereldkampioenschappen
| Jaar | Plaats               | Resultaten                 |
| ---- | -------------------- | -------------------------- |
| 1997 | Nagano               | 16e Moguls                 |
| 1999 | Meiringen-Hasliberg  | 23e Moguls 4e Dual moguls  |
| 2001 | Whistler             | Moguls · 4e Dual moguls    |
| 2003 | Deer Valley          | 14e Moguls 17e Dual moguls |
| 2005 | Ruka                 | 4e Moguls · Dual moguls    |
| 2007 | Madonna di Campiglio | 14e Moguls 19e Dual moguls |
| 2009 | Inawashiro           | Moguls · Dual moguls       |
| 2013 | Voss                 | 5e Moguls 20e Dual moguls  |

### Wereldbeker
Eindklasseringen
| Seizoen   | Algemeen         | Moguls            | Dual moguls      |
| --------- | ---------------- | ----------------- | ---------------- |
| 1995/1996 | 78e 12,00 punten | 30e 92,00 punten  |                  |
| 1996/1997 | 54e 42,00 punten | 19e 168,00 punten | 28e 44,00 punten |
| 1997/1998 | 78e 22,00 punten | 28e 112,00 punten | 29e 8,00 punten  |
| 1998/1999 | 11e 79,00 punten | 6e 316,00 punten  | 22e 44,00 punten |
| 1999/2000 | 6e 90,00 punten  | 4e 448,00 punten  | 5e 325,00 punten |
| 2000/2001 | 4e 89,00 punten  | · 444,00 punten   |                  |
| 2001/2002 | 7e 84,00 punten  | 5e 504,00 punten  |                  |
| 2002/2003 | 18e 74,00 punten | 7e 520,00 punten  | 5e 196,00 punten |
| 2003/2004 | 29e 29,00 punten | 9e 409,00 punten  |                  |
| 2004/2005 | 16e 33,00 punten | 7e 366,00 punten  |                  |
| 2005/2006 | 64e 12,00 punten | 19e 130,00 punten |                  |
| 2006/2007 | 66e 8,00 punten  | 24e 69,00 punten  |                  |
| 2007/2008 | · 68,00 punten   | · 683,00 punten   |                  |
| 2008/2009 | 7e 49,00 punten  | 5e 439,00 punten  |                  |
| 2009/2010 | 18e 34,00 punten | 7e 377,00 punten  |                  |
| 2011/2012 | 62e 15,00 punten | 18e 190,00 punten |                  |
| 2012/2013 | 31e 31,00 punten | 7e 375,00 punten  |                  |
| 2013/2014 | 95e 13,00 punten | 22e 145,00 punten |                  |

Wereldbekerzeges
| Datum            | Plaats          | Onderdeel   |
| ---------------- | --------------- | ----------- |
| 18 januari 2003  | Lake Placid     | Moguls      |
| 26 februari 2005 | Voss            | Moguls      |
| 16 februari 2008 | Inawashiro      | Moguls      |
| 1 maart 2008     | Mariánské Lázně | Moguls      |
| 7 maart 2008     | Åre             | Moguls      |
| 8 maart 2008     | Åre             | Dual moguls |
| 15 maart 2008    | Valmalenco      | Moguls      |
| 24 januari 2009  | Mont Gabriel    | Moguls      |
| 20 februari 2009 | Voss            | Moguls      |
| 7 maart 2010     | Inawashiro      | Moguls      |

### Europabeker
Eindklasseringen
| Seizoen   | Algemeen        | Moguls           | Dual moguls      |
| --------- | --------------- | ---------------- | ---------------- |
| 1997/1998 | 30e 5,00 punten | 23e 23,00 punten | 26e 18,00 punten |
| 2009/2010 |                 | 40e 86,00 punten |                  |

Europabekerzeges
| Datum           | Plaats    | Onderdeel |
| --------------- | --------- | --------- |
| 6 februari 2003 | Ajigasawa | Moguls    |

### Noord-Amerikabeker
Eindklasseringen
| Seizoen   | Algemeen         | Moguls           |
| --------- | ---------------- | ---------------- |
| 1995/1996 | 33e 10,00 punten | 15e 42,00 punten |

Noord-Amerikabekerzeges
| Datum            | Plaats            | Onderdeel |
| ---------------- | ----------------- | --------- |
| 18 februari 1996 | Fortress Mountain | Moguls    |

### Australië-Nieuw-Zeelandbeker
Eindklasseringen
| Seizoen   | Moguls           |
| --------- | ---------------- |
| 2012/2013 | · 200,00 punten  |
| 2013/2014 | 6e 125,00 punten |

Australië-Nieuw-Zeelandbekerzeges
| Datum            | Plaats        | Onderdeel |
| ---------------- | ------------- | --------- |
| 20 augustus 2005 | Perisher Blue | Moguls    |
| 22 augustus 2008 | Perisher Blue | Moguls    |
| 22 augustus 2009 | Perisher Blue | Moguls    |
| 16 augustus 2012 | Perisher      | Moguls    |
| 17 augustus 2012 | Perisher      | Moguls    |